# Dominik Marquard zu Löwenstein-Wertheim-Rochefort
Dominik Marquard zu Löwenstein-Wertheim-Rochefort (* 7. November 1690 in Wertheim; † 11. März 1735 in Venedig) war der zweite Fürst aus dem Hause Löwenstein.

## Herkunft
Dominik Marquard war das neunte Kind des Fürsten Maximilian Karl und dessen Frau Polyxena Maria, einer geborenen Gräfin Khuen von Lichtenberg und Belasi. Seinen Namen erhielt er in Anlehnung an seinen Paten Marquard Sebastian Schenk von Stauffenberg, den Bischof von Bamberg.
Da sein älterer Bruder Maximilian Karl bereits 1710 im Alter von 29 Jahren ledig und ohne Nachfahren gestorben war, war Dominik zu diesem Zeitpunkt bereits Erbprinz.

## Familie
Er heiratete am 28. Februar 1712 in Rotenburg an der Fulda Christina Franziska Polyxena von Hessen-Wanfried (1688–1728), Tochter des Landgrafen Karl von Hessen-Wanfried (1649–1711) und dessen Frau Sophie Magdalene von Salm-Reifferscheid. Aus der Ehe gingen zehn Kinder hervor:
- Christine Magdalena (1713–1714)
- Karl Thomas (* 7. März 1714; † 6. Juni 1789), 3. Fürst

⚭ 1735 Maria Charlotte von Holstein-Wiesenburg (* 18. Februar 1718; † 4. Juni 1765), Tochter von Leopold von Holstein-Wiesenburg (1674–1744)
⚭ 1770 (morg.) Maria Josepha von Stiepel (23. April 1735; † 5. März 1799) verwitwete von Rummerskirch
- Ernst Philipp (* 28. Januar 1715; † 29. Juli 1734), gefallen in der Schlacht bei Parma, Hauptmann
- Leopold (* 16. Februar 1716: † 18. April 1770)
- Franz Karl Wilhelm (* 26. November 1717; † 17. August 1750), 1735 Domherr in Köln ⚭ 1749 Josepha von Schirnding († 9. Januar 1788)
- Christian Philipp Johann Alexander (* 11. Januar 1719; † 23. Mai 1781) ⚭ Sebastiana Franziska von Humbert (* 21. April 1724; † 21. November 1793)
- Joseph Johann Wenzel (* 25. Juli 1720; † 17. Januar 1788) ⚭ 1750 Freiin Dorothea Therese von Hausen und Gleichendorf († 17. Februar 1802)
- Sophia Wilhelmine Marie (* 7. August 1721; † 26. September 1749) ⚭ 1740 Karl Albrecht I. zu Hohenlohe-Waldenburg-Schillingsfürst (* 22. September 1719; † 25. Januar 1793), Eltern von Franz Karl Joseph zu Hohenlohe-Waldenburg-Schillingsfürst
- Theodor Alexander (* 14. September 1722; † 27. Februar 1780) ⚭ 1751 Katharina von Leiningen-Dachsburg († 25. Februar 1805)
- Leopoldine (* 17. Juni 1726; † 9. Juni 1759) ⚭ 1756 Marquis Joseph François Thomas de Joannis de Verclos († 1806)[1][2]

## Herrschaftszeit
Im Dezember 1718 folgte Dominik Marquard nach dem Tod seines Vaters diesem als Fürst und erwarb in der Folge verschiedene weitere Besitzungen, die die Geschichte des Hauses Löwenstein-Wertheim beeinflussen sollten, so z. B. 1720 in Böhmen die Herrschaft Haid mitsamt Schloss, 1721 den Marktflecken Kleinheubach aus dem Besitz der Grafen von Erbach und 1730 die Herrschaft Rosenberg in Baden, die nach der Fürstung der evangelischen Linie Anfang des 19. Jahrhunderts namensgebend für die katholische Linie sein sollte. In Kleinheubach ließ er nach französischem Vorbild das großangelegte und repräsentative Schloss Löwenstein errichten.

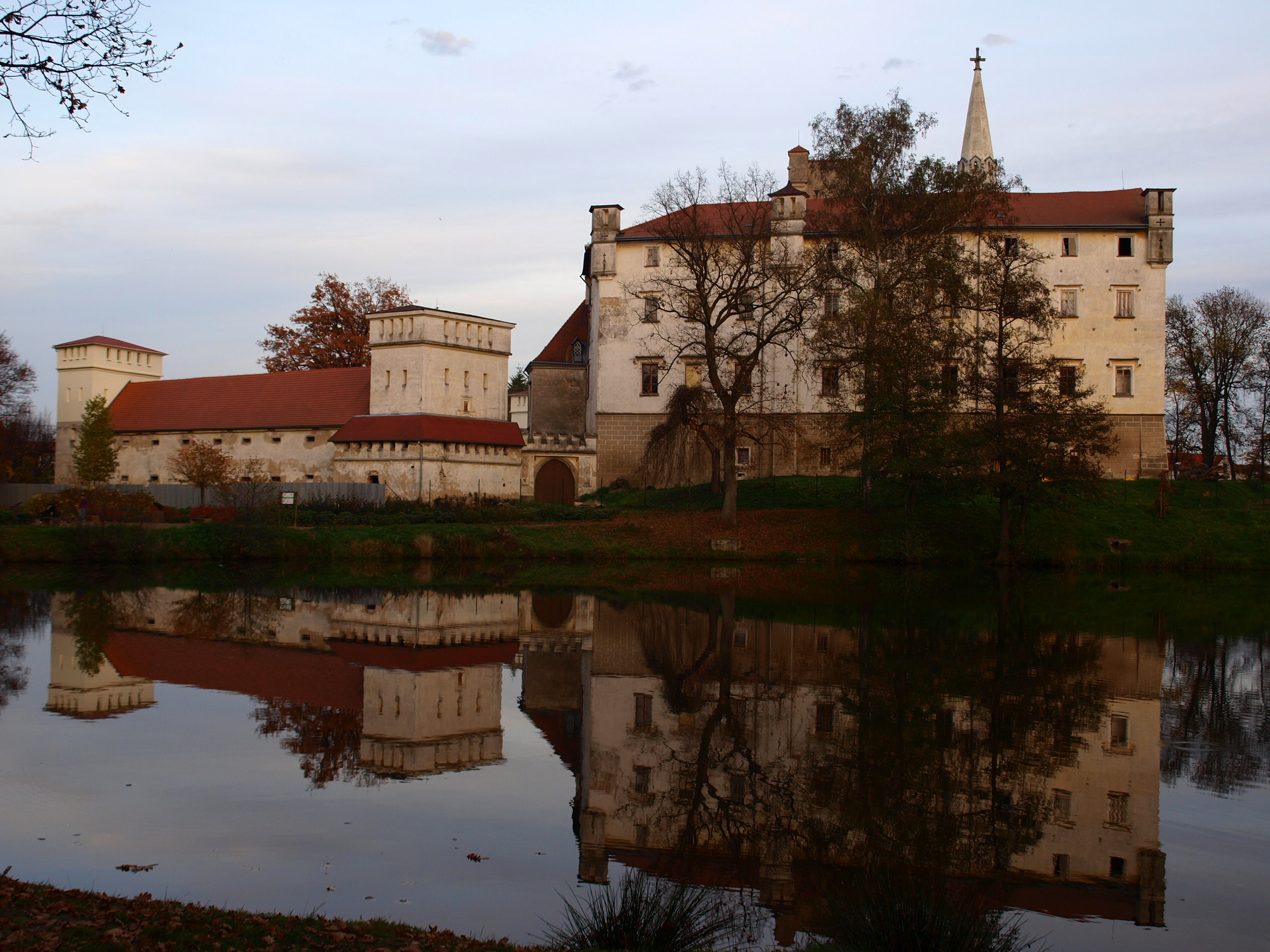
Schloss Haid, Böhmen
Schloss Löwenstein

Am 17. Juli 1728 verstarb seine Frau im Alter von 40 Jahren in der Folge einer Totgeburt. Dominik Marquard starb zehn Jahre später in Venedig, wo er inkognito den Karneval besuchte. Er wurde an seinem Sterbeort bestattet; sein Herz wurde jedoch in die Gruft der Stiftskirche Wertheim überführt. Der Legende nach wurde er mit einem gläsernen Dolch ermordet.

## Nachfolger
Nachfolger des Fürsten Dominik Marquard wurde dessen ältester Sohn Fürst Karl Thomas zu Löwenstein-Wertheim-Rochefort (1714–1789). Da Karl Thomas 1789 nach mehr als fünfzigjähriger Herrschaftszeit ohne legitimen Erben verstarb, folgte ihm dessen Neffe Dominik Constantin (1762–1814), Sohn von Karl Thomas jüngerem Bruder Theodor Alexander (1722–1780).